# Basic4android

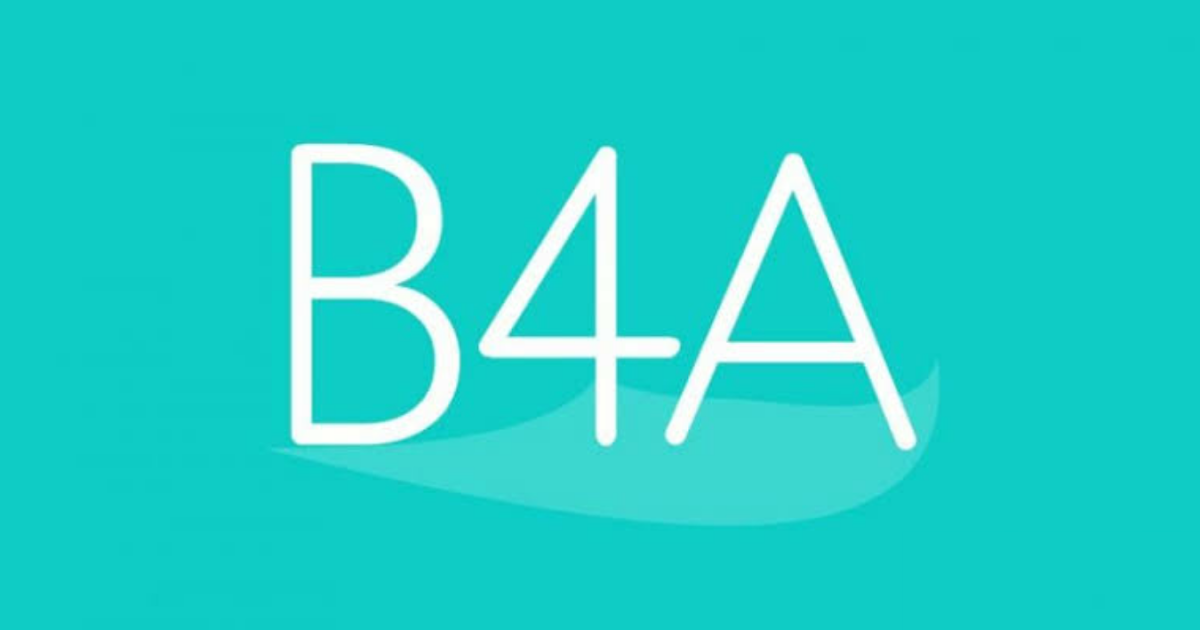
Basic4android

Basic4Android (também conhecido como B4A) é uma ferramenta de desenvolvimento rápido de softwares nativos para o sistema operacional Android, que utiliza uma linguagem baseada em objetos e orientada por eventos semelhante ao Visual Basic, desenvolvida e comercializada por Anywhere Software Ltd, COMO Alternativa à programação com a linguagem Java. Desde fevereiro de 2020, a versão completa é 100% gratuita.
Esta ferramenta é compatível com a versão Android 1.6 e superior.

## Descrição
O Ambiente de Desenvolvimento Integrado (IDE) do B4A inclui um editor visual de designer, com suporte para múltiplas telas e orientações, que simplifica o processo de construção de interfaces de usuário para uso nos smartphones e tablets com diferentes tamanhos de tela. Os programas compilados podem ser testados no emulador AVD Manager ou nos aparelhos Android reais conectado via cabo USB ou através da rede local, usando os aplicativos Android Debug Bridge e B4A Bridge.
O B4A gera aplicativos assinados com padrão Android que podem ser disponibilizados em lojas de aplicativos como Google Play, Samsung Apps e Amazon Appstore. Não há o uso de dependências especiais ou estruturas extras de tempo de execução necessárias, ou escritas no arquivo XML.

## Formulários
O B4A serve à todos os tipos de aplicativos, como jogos, bancos de dados, conectividade, sensores e hardware.

## Bibliotecas e comunidade
O B4A interage com a API nativa por meio de bibliotecas Java, que consistem em dois arquivos: o Java jar e um XML. Existem atualmente cerca de 100 mil desenvolvedores registrados na comunidade online. Onde a maioria das bibliotecas, classes, exemplos e ferramentas estão disponíveis.

## Documentação
Livro escrito por Wyken Seagrave e publicado pela Penny Press Ltd foi publicado em outubro de 2013. Dois guias e muitos tutoriais estão listados na página de documentação.

## Ligações externos
- Página oficial
- Comunidade online B4A
- «Basic4Brasil»